# 比利亚文迪米奥
比利亚文迪米奥，是西班牙卡斯蒂利亚-莱昂萨莫拉省的一个市镇。 总面积16平方公里，总人口207人（2001年），人口密度13人/平方公里。